# 埃塞俄比亞海蛇鯛
埃塞俄比亞海蛇鯛，為鱸形目鱸亞目擬雀鯛科的其中一種，分布於西太平洋印尼巴里島至阿洛群島海域，深度2-20公尺，本魚身體細長，肩部有一黑色斑點，鰓膜與峽部結合。背鰭硬棘2枚、背鰭軟條49-50枚;臀鰭硬棘0枚;臀鰭軟條33-39枚，體長可達5公分，棲息在礁石平台的潟湖，生活習性不明。

## 擴展閱讀
維基物種上的相關：埃塞俄比亞海蛇鯛